# Terminal Spirit Disease
Terminal Spirit Disease – trzeci album studyjny szwedzkiego zespołu muzycznego At the Gates. Wydawnictwo ukazało się 18 lipca 1994 roku nakładem wytwórni muzycznej Peaceville Records. Nagrania zostały zarejestrowane w lutym 1994 roku we Fredman Studio we współpracy z producentem muzycznym Fredrikiem Nordströmem.

## Lista utworów
Opracowano na podstawie materiału źródłowego.
| Nr | Tytuł utworu                  | Długość |
| -- | ----------------------------- | ------- |
| 1. | „The Swarm”                   | 03:28   |
| 2. | „Terminal Spirit Disease”     | 03:39   |
| 3. | „And the World Returned”      | 03:06   |
| 4. | „Forever Blind”               | 03:59   |
| 5. | „The Fevered Circle”          | 04:11   |
| 6. | „The Beautiful Wound”         | 03:53   |
| 7. | „All Life Ends” (live)        | 05:17   |
| 8. | „The Burning Darkness” (live) | 02:16   |
| 9. | „Kingdom Gone” (live)         | 05:02   |
|    |                               | 34:51   |

## Skład zespołu
- Anders Björler – gitara
- Adrian Erlandsson – perkusja
- Tomas Lindberg – śpiew
- Martin Larsson – gitara
- Jonas Björler – gitara basowa